# Acquainted
Singles de The Weeknd
In the Night
(2015) Might Not (en)
(2015)
Acquainted est une chanson du chanteur canadien The Weeknd parue sur son deuxième album Beauty Behind the Madness. La chanson est écrite par The Weeknd aux côtés de Jason Quenneville, Danny "Boy Styles" Schofield, Carlos "Illangelo" Montagnese et Ben "Billions" Diehl. Elle est sortie aux États-Unis le 17 novembre 2015 en tant que cinquième et dernier single de l'album.

## Contexte
Une maquette de Acquainted intitulée Girls Born in the 90s a fuité en mai 2015, avant d'être fortement retravaillée avant sa sortie sur l'album. 

## Composition
La chanson est interprétée dans la tonalité de sol mineur avec un tempo modéré de 106 battements par minute. 

## Classements et certifications
| Classement (2015–16)           | Meilleure position |
| ------------------------------ | ------------------ |
| Australie (ARIA)               | 96                 |
| Canada (Hot 100)               | 79                 |
| États-Unis (Hot 100)           | 60                 |
| États-Unis (R&B/Hip-Hop Songs) | 21                 |
| États-Unis (Rhythmic Songs)    | 12                 |
| Royaume-Uni (UK Singles Chart) | 90                 |
| Royaume-Uni (UK R&B Chart)     | 23                 |

| Classement (2016)                  | Position |
| ---------------------------------- | -------- |
| États-Unis (Hot R&B/Hip-Hop Songs) | 81       |

### Certifications
| Pays | Certification | Ventes     |
| --- | ------------- | ---------- |
| Canada (Music Canada)                                                                                            | Platine       | 80 000^    |
| États-Unis (RIAA)                                                                                                | 3 × Platine   | 3 000 000^ |
| Royaume-Uni (BPI)                                                                                                | Argent        | 200 000‡   |
| ^Mise en rayon selon la certification xNon précisé par la certification ‡ventes/streaming selon la certification |               |            |

## Historique de sortie
| Pays       | Date             | Format                                  | Label(s)        | Réf.   |
| ---------- | ---------------- | --------------------------------------- | --------------- | ------ |
| États-Unis | 17 novembre 2015 | Diffusion radio (succès contemporains)  | - XO - Republic | [ 1 ]  |
| États-Unis | 16 février 2016  | Diffusion radio (rhythmic contemporary) | - XO - Republic | [ 15 ] |